# Pseudopostega latiplana
Pseudopostega latiplana là một loài bướm đêm thuộc họ Opostegidae. Nó được miêu tả bởi Andrius Remeikis và Jonas R. Stonis năm 2009. Nó được tìm thấy ở bờ biển Thái Bình Dương của México.
Chiều dài cánh trước là 1.8–2 mm. Con trưởng thành bay vào tháng 11.